# Daiwa Securities Group

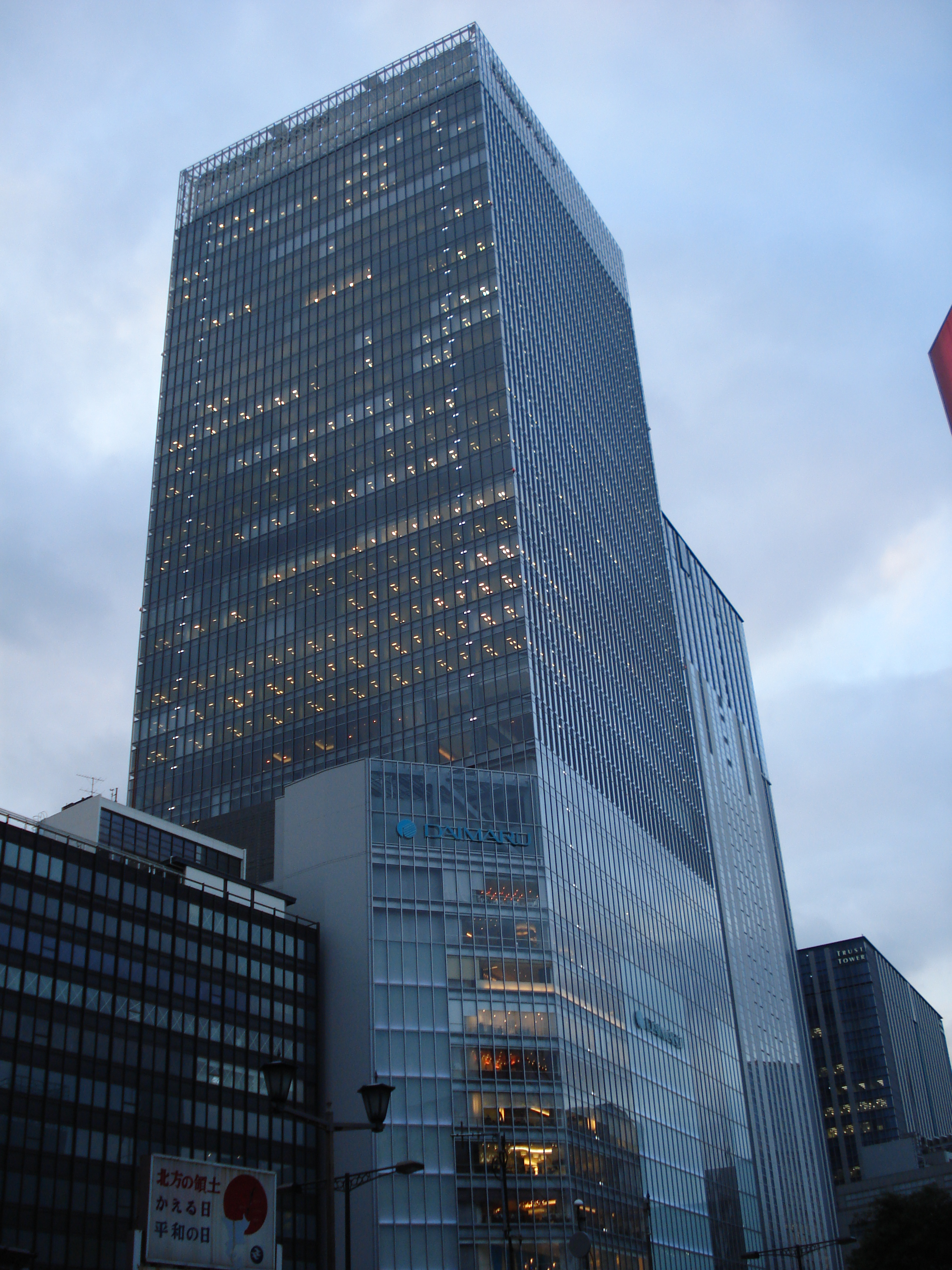
GranTokyo Torre norte.

Daiwa Securities Group Inc. (大和証券グループ本社 Daiwa Shōken Gurūpu Honsha?) é um banco de investimentos japonês, sediado em Tóquio.

## História
A companhia foi estabelecida em 1943.

## Companhias membras
- Daiwa Financial Holdings Co., Ltd.
- Daiwa Securities Co., Ltd.
- Daiwa Asset Management Co., Ltd.
- Daiwa Institute of Research Ltd.
- Daiwa SB Investments Ltd.
- Daiwa Securities Business Center Co., Ltd.
- The Daiwa Property Co. Ltd.
- Daiwa Capital Markets America Inc.